# Анджей Анквич
Анджей Алоїзій Анквич гербу Абданк (пол. Andrzej Alojzy Ankwicz; 22 червня 1777, Краків — 26 березня 1838, Прага) — граф, польський шляхтич, римо-католицький релігійний діяч. Примас Галичини і Володимирії, Львівський і Празький латинський архієпископ.

## Життєпис
Народився 22 червня 1777 року в м. Краків (нині Польща). Батько — Юзеф Анквич гербу Абданк, сондецький каштелян, отримував пенсію від царя Московії, був повішений 9 вересня 1794 під час повстання Костюшка. Мати — дружина батька Анна з Біберштайн Старовейська.
Навчався у Кракові та Відні, вивчав право, захистив докторський ступінь. 1810 року захистив докторат з теології та отримав капланське свячення. Потім став оломоуцьким каноніком та директором богословських студій в Оломоуці. Пізніше львівський латинський архієпископ Каєтан Кіцький запросив його до Львова на посаду свого генерального вікарія. 1814 року призначений львівським латинським архієпископом. Цісар Франц І 13 лютого 1817 року підписав рескрипт, яким А. Анквич отримував титул Примаса Галичини і Володимирії. Після відновлення діяльності Львівського університету був призначений його ректором.

 
Один з головних противників поширення освіти серед українців (русинів): добився від цісарського двору заборони книгодрукування руською мовою. Після заснування у жовтні 1817 року в Перемишлі греко-католицького дяко-вчительського інституту владою було введено заборону навчання у ньому українською (руською) мовою. Митрополит Михайло Левицький звернувся до цісаря, який наказав створити комісію з 11 геб. радників, 4 духовних осіб (від русинів — Левицький, Іван Могильницький, від поляків-католиків — Анквіч, канонік Манасєвіч), більшість поляків висловились проти українських шкіл, Анквіч заявив:
|  | в Галичині, як частині давньої Польщі, може бути лише польська мова народною і польські школи. |

Завдяки його сприянню костел Внебовзяття Пресвятої Діви Марії у Язловці став парафіяльним 1824 року. У 1824 році також освятив костел у Львові (нині церква святої Анни). 18 травня 1828 р. консекрував костел в Куткорі. 22 червня 1828 року освятив костел у Новому Милятині.
1833 року призначений архієпископом празьким.
Помер 26 березня 1838 року в м. Прага (Австрійська імперія, нині Чехія).